# Heinrich Wilhelm Ernst

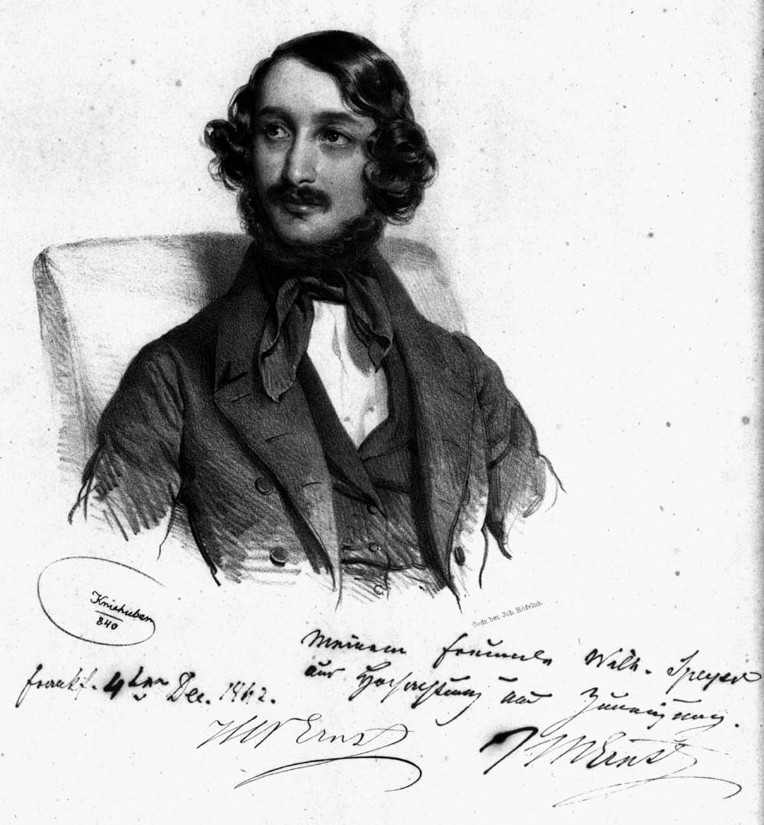
Heinrich Wilhelm Ernst.

Heinrich Wilhelm Ernst, född den 8 juni 1812 ((enligt egen uppgift: 6 maj 1814) i Brünn, död den 8 oktober 1865 i Nice, var en mährisk violinist och kompositör av judisk familj.
Ernst betraktades som samtidens ledande violinist och Niccolò Paganinis främsta efterträdare. Ernsts kanske största bedrift var hans utveckling av den polyfona violinmusiken efter Paganini.